# 雨の夜の慕情
『雨の夜の慕情』（あめのよるのぼじょう、Miracle in the Rain）は1956年のアメリカ合衆国の恋愛ファンタジー映画。
監督はルドルフ・マテ、出演はジェーン・ワイマンとヴァン・ジョンソンなど。
原作はサタデー・イブニング・ポスト誌の1943年4月3日号に掲載されたベン・ヘクトの小説『Miracle in the Rain』で、ヘクトが自ら脚本を担当している。
日本では劇場未公開だが、テレビ放映されたことがある。

## キャスト
- ルース・ウッド: ジェーン・ワイマン
- アーサー（アート）・ヒューゲノン: ヴァン・ジョンソン
- ミリー・クランツ: ペギー・キャッスル - ルースの職場の秘書。
- スティーヴン・ジョロニク: フレッド・クラーク（英語版） - ルースの職場の上司。
- グレイス・ウルマン: アイリーン・ヘッカート - ルースの職場の友人。
- アグネス・ウッド: ジョセフィン・ハッチンソン（英語版） - ルースの母親。
- ハリー・ウッド: ウィリアム・ガーガン（英語版） - ルースの父親。
- マルセル: マルセル・ダリオ - カフェ・ノルマンディのウェイター。
- カフェ・ノルマンディのマスター: ジョージ・ギヴォット（英語版）
- アーリーン・ウィッチー: バーバラ・ニコルズ（英語版） - ダンサー。ギル・パーカーの新妻。
- エリー・B・ウィンドゲイト（ウィンディ）: ハリウェル・ホッブス（英語版） - かつての富豪。
- 聖パトリック大聖堂の司祭: ポール・ピサーニ（英語版）
- ギルバート（ギル）・パーカー: アラン・キング
- ミセス・ヘイマー: アイリーン・セイドナー -  ルースの高齢の隣人。
- モンティ: アート・ジョンソン（英語版） - ルースの職場の雑用係。